# Themă

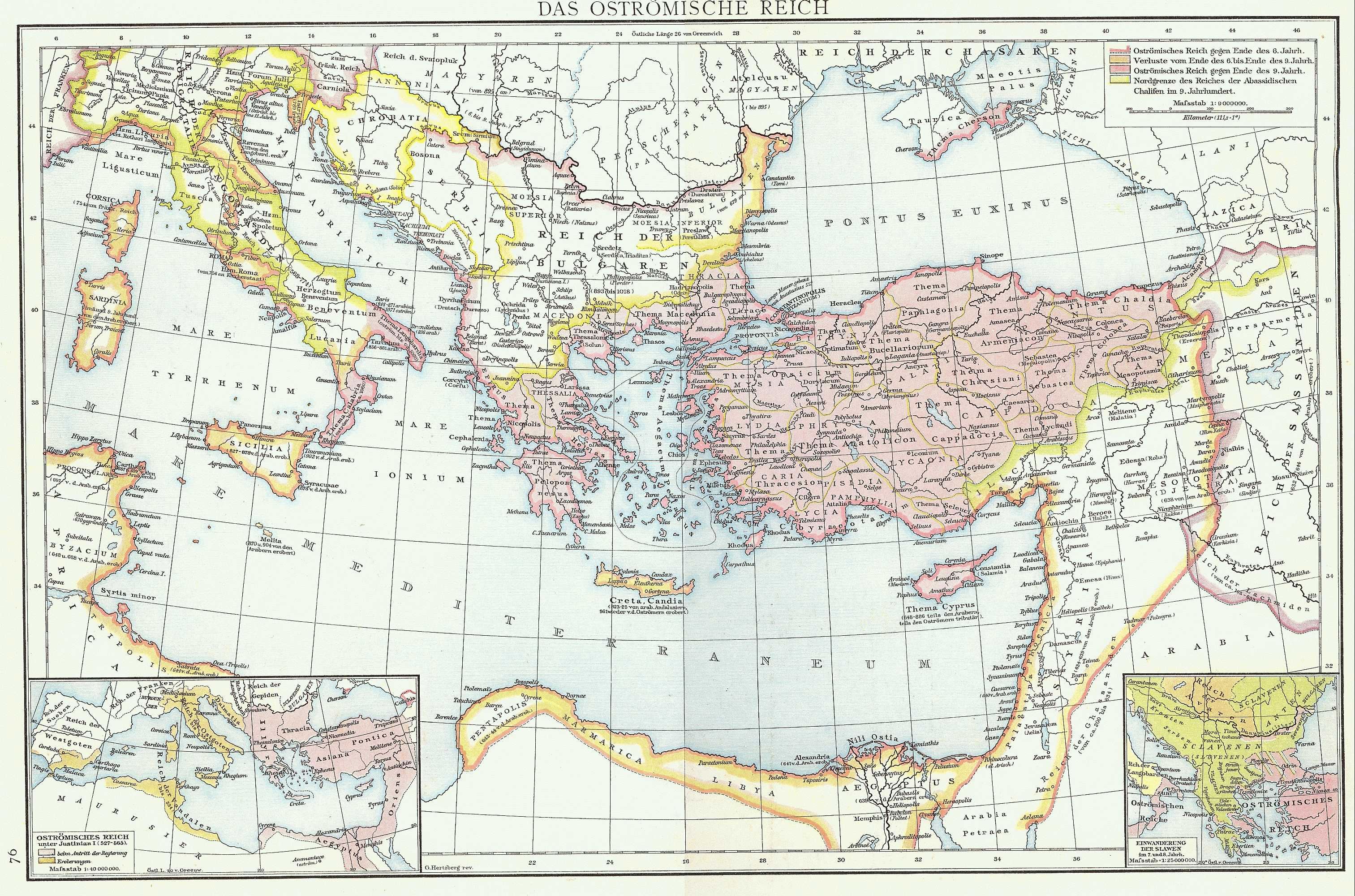
Hartă a Imperiului Bizantin între cca 600 și 900, precum și themele din acest ultim an

Themele (în greacă θέματα, transliterat: themata, la singular: θέμα, transliterat: thema: „corp de armată”, apoi prin extindere: „regiune militară”) au fost diviziuni administrative ale Imperiului Bizantin.

## Context
La sfârșitul secolului al VI-lea și începutul secolului al VII-lea, Imperiul Roman de Răsărit (numit și „Imperiul Bizantin” de la Hieronymus Wolf încoace) suferea atacuri din toate părțile: perșii în sud și în est atacau posesiunile bizantine din Siria, Egipt și Anatolia; slavii și avarii atacau Iliria, Tracia și Macedonia, ajungând până în Peloponez, în timp ce longobarzii se deplasau și jefuiau în voie nordul Italiei, fără să întâmpine rezistență. În acest context, împăratul Heraclius I decide înființarea unor noi împărțiri administrative, totodată civile și militare, ai căror locuitori și conducători sunt organizați militărește, pentru a-și apăra teritoriul la nevoie: „themele”. Împăratul a delegat „temarhi” pentru a le administra și apăra. Thema Dunării de Jos, numită în izvoarele vremii Paristrion sau Paradunavon, cuprindea aproximativ teritoriul fostei provincii romane Moesia Inferior (inclusiv Dobrogea pe atunci denumită „Sciția mică”).

### Lista themelor între ca. 660 și 930
Theme mari și "tradiționale" 
| Thema (denumire grecească)                                               | Data                           | Stabilită din                                                                 | Diviziuni ulterioare                                                              | Capitala                           | Teritoriu inițial                                                                                        |
| ------------------------------------------------------------------------ | ------------------------------ | ----------------------------------------------------------------------------- | --------------------------------------------------------------------------------- | ---------------------------------- | --- |
| Marea Egee (thema Aigaiou Pelàgous, Θέμα τοῦ Αἰγαίου Πελάγους)           | 842/843                        | thema Chibyrraiotă, zidită din drungariate independente                       |                                                                                   | posibil Mytilene ori Methymna      | Lesbos, Lemnos, Chios, Imbros, Tenedos, Dardanele, Sporade și Cyclade                                    |
| Anatoliană (thema Anatolikōn, Θέμα των Ἀνατολικῶν)                       | 669/670                        | Fosta Armată a Răsăritului/ Siriei                                            | Capadochia (830)                                                                  | Amorium                            | Frigia, Pisidia, Isauria                                                                                 |
| Armeniacă (thema Armeniakōn, Armeniakoi, Θέμα τῶν Ἀρμενιακῶν)            | 667/668                        | Fosta Armată a Armeniei                                                       | Chaldia (pe la 842), Charsianon (863), Koloneia (863), Paflagonia (pe la 826)     | Amasea                             | Pont, Armenia Minor, Capadochia nordică                                                                  |
| Buchellariană (thema Boukellarion, Boukellàrioi, Θέμα τῶν Βουκελλαρίων)  | 767/768                        | Opsikion                                                                      | Paflagonia (parțial), Capadochia (parțial), Charsianon (parțial)                  | Ancyra                             | Galatia, Paflagonia                                                                                      |
| Capadochia (thema Kappadokias, Θέμα Καππαδοκίας)                         | pe la 830                      | Armeniacă, o parte din Buchellariană                                          |                                                                                   | Fortăreața Koron, mai târziu Tyana | Capadochia de S-V                                                                                        |
| Chefallenia (thema Kephallēnias, Θέμα Κεφαλληνίας)                       | pe la 809                      |                                                                               | Longobardia (pe la 910), ?Nicopole (pe la 899)                                    | Cefalonia                          | Insulele Ionice, Apulia                                                                                  |
| Chaldia (thema Chaldias, Θέμα Χαλδίας)                                   | ca. 840                        | Armeniacă (inițial, o tourma)                                                 | Ducatul Chaldia                                                                   | Trabzon                            | Țărmul Pontului                                                                                          |
| Charsianon (thema Charsianoù, Θέμα Χαρσιανοῦ)                            | 863–873                        | Armeniacă (inițial, o tourma), o parte din Buchellariană                      |                                                                                   | Cezareea Mazaca                    | Capadochia de N-V                                                                                        |
| Cherson/Klimata (thema Chersōnos/Klimata, Θέμα Χερσῶνος/τὰ Κλίματα)      | 833                            | stăpânită de hazari în sec. 8, bizantinii stăpânesc restul începând cu Teofil |                                                                                   | Chersonesos                        | Sudul Crimeei                                                                                            |
| Chibyrraiotă (thema Kibyrrhaiotōn, Kibyrrhaiotai, Θέμα τῶν Κυβυρραιωτῶν) | 697/698 ori ca. 720            | Creată din flota Karabisianoi                                                 | Marea Egee, Samos, Seleuchia                                                      | Samos, mai târziu Attaleia         | Pamfilia, Licia, Dodecanez, Insulele Egeene, țărmul ionic                                                |
| Creta (thema Krētēs, Θέμα Κρήτης)                                        | pe la 767 (?), din nou din 961 | emirat arab din ca. 828, până ce bizantinii o recuperează în 961              |                                                                                   | Chandax                            | Creta |
| Dalmația (thema Dalmatias, Θέμα Δαλματίας)                               | pe la 899                      | teritoriu nou                                                                 |                                                                                   | Idassa/Iadera                      | Țărmul Dalmației                                                                                         |
| Dyrrachium (thema Dyrrhachiou, Θέμα Δυρραχίου)                           | pe la 842                      | teritoriu nou                                                                 |                                                                                   | Dyrrachium                         | Iliria, țărmul albanez                                                                                   |
| Hellas (thema Hellàdos, Helladikoi, Θέμα τῆς Ἑλλάδος/Ἑλλαδικῶν)          | ca. 690                        | Karabisianoi                                                                  | Chefallenia (pe la 809), Peloponez (pe la 811)                                    | Corint, mai târziu Teba (după 809) | La început, răsăritul Peloponezului și Attica, după 809 partea răsăriteană a Greciei Centrale și Tesalia |
| Koloneia (thema Kolōneias, Θέμα Κολωνείας)                               | 863 sau 842                    | Armeniacă, kleisoura pe la începutul sec. 9                                   | Ducatul Chaldia                                                                   | Koloneia                           | Nordul Armeniei Mici                                                                                     |
| Longobardia (thema Longobardias, Θέμα Λογγοβαρδίας)                      | pe la 892                      | Chefallenia (la început, o tourma)                                            |                                                                                   | Barion                             | Apulia, Lucania                                                                                          |
| Lykandos (thema Lykàndou, Θέμα Λυκάνδου)                                 | în jur de 916                  | teritoriu nou                                                                 |                                                                                   | Fortăreața Lykandos                | Capadochia de S-E                                                                                        |
| Macedonia (thema Makedonias, Θέμα Μακεδονίας)                            | în jur de 802                  | Tracia                                                                        | Strymon                                                                           | Adrianopol                         | Tracia apuseană                                                                                          |
| Mesopotamia (thema Mesopotamias, Θέμα Μεσοποταμίας)                      | 899-911                        | teritoriu nou                                                                 | Ducatul Mesopotamiei                                                              | Kamacha                            | Eufratesia de Sus                                                                                        |
| Nicopole (thema Nikopoleōs, Θέμα Νικοπόλεως)                             | în jur de 899                  | probabil înălțat din tourma Peloponezului                                     |                                                                                   | Naupaktos                          | Epirus, Aetolia, Acarnania                                                                               |
| Opsikion (Thema of Opsikion, Θέμα τοῦ Ὀψικίου)                           | în jur de 680                  | Armatele Centrale Imperiale                                                   | Buchellariană (în jur de 768), Optimates (în jur de 775)                          | Niceea                             | Misia, Frigia nordică, Bitinia vestică                                                                   |
| Optimates (thema Optimàtōn, Optimatoi, Θέμα τῶν Ὀπτιμάτων)               | în jur de 775                  | Opsicienii                                                                    |                                                                                   | Nicomedia                          | Bitinia, lângă Constantinopol                                                                            |
| Paflagonia (thema Paphlagonias, Θέμα Παφλαγονίας)                        | 820 sau 826                    | Armeniacă, Buchellariană (parțial)                                            |                                                                                   | Gangra                             | Paflagonia                                                                                               |
| Peloponez (thema Peloponnēsou, Θέμα Πελοποννήσου)                        | în jur de 811                  | parțial din Hellas, cealaltă parte fiind teritoriu nou                        | ? Nicopole (în jur de 899)                                                        | Corint                             | Peloponez                                                                                                |
| Fasiane (Derzene) [thema Phasianēs/Derzēnēs, Θέμα Φασιανῆς/Δερζηνῆς]     | în jur de 935                  | Teritoriu nou și Thema Mesopotamiei                                           | Ducatul Mesopotamiei                                                              | Arsamosata                         | izvorul Arasului                                                                                         |
| Samos (thema Samou, Θέμα Σάμου)                                          | în jur de 899                  | Chibyrraiotă, făcută din drungariate independente ale Golfului                |                                                                                   | Smyrna                             | Insulele Egeene de sud-est, țărmul ionic (împărțită cu Tracesiana)                                       |
| Sevastia (thema Sebasteias, Θέμα Σεβαστείας)                             | în jur de 911                  | Armeniacă, kleisoura în jur de 900                                            |                                                                                   | Sevastia                           | Capadochia de N-E și Armenia Minor                                                                       |
| Seleuchia (thema Seleukeias, Θέμα Σελευκείας)                            | în jur de 934                  | Chibyrraiotă, kleisoura de la începutul sec. 9                                |                                                                                   | Seleuchia                          | Cilicia apuseană                                                                                         |
| Sicilia (thema Sikelias, Θέμα Σικελίας)                                  | în jur de 700                  |                                                                               | Calabria (ceea ce a mai rămas din teritoriu, după cucerirea musulmană a Siciliei) | Siracuza                           | Sicilia și Calabria                                                                                      |
| Strymon (thema Strymōnos, Θέμα Στρυμῶνος)                                | anii 840 sau 899               | Macedonia, culeasă din kleisoura (709)                                        |                                                                                   | Neapolis                           | aproximativ regiunea grecească modernă Macedonia de Est                                                  |
| Tessalonica (thema Thessalonikēs, Θέμα Θεσσαλονίκης)                     | în jur de 824                  |                                                                               |                                                                                   | Salonic                            | aproximativ regiunea grecească modernă Macedonia Centrală                                                |
| Tracia (thema Thrakēs, Θέμα Θράκης/Θρᾳκῷον)                              | în jur de 680                  | ?Opsicienii                                                                   | Macedonia                                                                         | Arcadiopolis                       | Tracia Răsăriteană, mai puțin Constantinopolul                                                           |
| Tracesiană (thema Thrakēsiōn, Thrakēsioi, Θέμα Θρᾳκησίων)                | în jur de 687                  | Fosta Armată a Traciei                                                        |                                                                                   | Chonae                             | Lidia, Ionia                                                                                             |

### Listă de theme noi, anii 930 – anii 1060
Astea au fost theme (provincii) noi mari sau mici, stabilite pe timpul campaniilor militare bizantine în răsărit (așa-zisele theme sau provincii militare "armenești", strategiai), în Italia și în Balcani.
| Themă (denumire grecească)                                                              | Data                    | Capitală      | Comentarii |
| --------------------------------------------------------------------------------------- | ----------------------- | ------------- | --- |
| Arțe (Ἄρτζε)                                                                            | anii 970                | Arțe          | Themă mică atestată în Escorial Taktikon. Cedată lui David al III-lea, prinț de Tao, în 979, recuperată după moartea lui, în anul 1000, și subordonată căpităniei Iberiei caucaziene. Orașul a fost nimicit de turcii selgiucizi, la 1049. |
| Asmosaton (Ἀσμόσατον)                                                                   | ca. 938                 | Asmosaton     | Themă mică care a rezistat până ce a fost cucerită de turcii selgiucizi, în anii 1050. |
| Boleron/Neos Strymon (thema Voleroù/ Nèou Strymōnos, Θέμα Βολεροῦ/ Νέου Στρυμῶνος)      | anii 970                | Serres        | |
| Bulgaria (thema Boulgarias, Θέμα Βουλγαρίας)                                            | 1018                    | Scupi         | Stabilită de împăratul Vasile al II-lea, după izbânda împotriva lui Samuil al Bulgariei și prăbușirea Primului Țarat Bulgar, la 1018. Cuprindea zone vaste din jurul localităților Skopje și Ohrida (azi, din FRIM și sudul Serbiei).      |
| Calabria (thema Kalavrias, Θέμα Καλαβρίας)                                              | ca. 950                 | Reghion       | În urma cuceririi musulmane a Siciliei, începând cu 902, Thema Sicilia a fost mărginită la Calabria, dar și-a păstrat denumirea inițială, până la mijlocul sec. al X-lea.                                                                  |
| Charpezikion (Χαρπεζίκιον)                                                              | 949                     | Charpezikion  | Themă mică |
| Chavzizin (Χαυζίζιον)                                                                   | după 940                | Chavzizin     | Themă mică cuprinzând ținutul muntos Bingöl Dağ (azi, din estul Turciei). |
| Chozanon (Χόζανον)                                                                      | cândva între 948 și 955 | Chozanon      | "Themă armenească" |
| Cipru (thema Kyprou, Θέμα Κύπρου)                                                       | 965                     | Leukosia      | Condominiu arabo-bizantin de la 688 până la revenirea definitivă a bizantinilor, în 965. |
| Derzene (Δερζηνῆ)                                                                       | 948/952                 | Chozanon      | Ca themă mică, administrarea pentru Derzene a fost deseori încredințată funcționarilor publici ai themei Chaldia. |
| Edessa (thema Edēssēs, Θέμα Ἐδέσσης)                                                    | 1032                    | Edessa        | Cucerită de George Maniakes în 1032, a devenit sediul pentru strategos, apoi doux, până ce a ajuns sub stăpânirea turcilor selciucizi, la 1086.                                                                                            |
| Orașele Eufratului (Παρευφρατίδαι Πόλεις)                                               | ca. 1032                |               | Themă mică |
| Hexakomia ori Hexapolis (Ἑξακωμία/Ἑξάπολις)                                             | anii 970                |               | Ca themă mică, denumirea ei înseamnă "șase sate/orașe", o regiune situată între Lykandos și Melitene. Aparent, a găzduit și scaunul episcopal.                                                                                             |
| Iberia (θέμα Ἰβηρίας)                                                                   | ca. 1001 ori ca. 1023   | Teodosiopolis | Formată din ținuturile lui David al III-lea, prinț de Tao–Tayk, date ca moștenire lui Vasile al II-lea. Data întemeierii e motiv de ceartă între cărturari. Unită cu orașul Ani la 1045 și cu Kars la 1064.                                |
| Kama (Κάμα)                                                                             | anii 970                |               | Themă mică atestată numai în Escorial Taktikon, cu locație necunoscută. |
| Lucania (thema Leukanias, Θέμα Λευκανίας)                                               | 968                     | Tursi         | |
| Manzikert (Ματζικέρτ)                                                                   | 1000                    | Manzikert     | Fiind o parte din ținuturile moștenite de la David al III-lea, prinț de Tao, a fost reședință pentru strategos, mai târziu probabil devenind subordonați celor care purtau titlul de doux și care ședeau la Vaspurakan.                    |
| Melitene (Μελιτηνή)                                                                     | anii 970                | Melitene      | A devenit reședința curatorilor împărătești (kouratoreia), după ce-a fost supusă de Ioan Kourkouas la 934. |
| Paristrion/Paradounavon (thema Paristriou/ Paradoùnavon, Θέμα Παριστρίου/ Παραδούναβον) | 1020                    | Dorostrolon   | Fosta provincie romană Moesia Inferior, acoperind jumătatea de nord și de est a Bulgariei de azi, cu tot cu Dobrogea. Alte orașe importante: Nikopol și Veliko Tărnovo.                                                                    |
| Samosata (Σαμόσατα)                                                                     | 958                     | Samosata      | A devenit reședința pentru strategos, după ce bizantinii au pus mână pe ea, la 958. |
| Sirmium (thema Sirmiou, Θέμα Σιρμίου)                                                   | 1018                    | Sirmium       | Înființată la 1018, în partea de nord-vest a fostului Dintâi Țarat Bulgar (Sirmia) |
| Tarantas (Τάραντας)                                                                     | anii 970                | Tarantas      | Themă mică atestată numai în Escorial Taktikon. |
| Taron (Ταρών)                                                                           | 966/7                   |               | Posesiune a imperiului încă de la începutul sec. al X-lea, regiunea Taron a devenit themă în 966/7 și a rămas provincie bizantină până când a fost cucerită de către turcii selgiucizi, după Bătălia de la Manzikert.                      |
| Tefrike/Leontokome (thema Tephrikēs/ Leontokōmēs, Θέμα Τεφρικῆς/Λεωντοκώμης)            | 934/944                 | Tefrike       | Transformată în kleisoura, după ce bizantinii au recuperat principatul paulician Tefrike, redenumită "Leontokome" sub Leon al VI-lea (Înțeleptul), a devenit themă în anii 930.                                                            |
| Teodosiopolis (Θεοδοσιούπολις)                                                          | 949, din nou la 1000    | Teodosiopolis | Transformată în themă după campania bizantină de la 949, cedată lui David al III-lea, prinț de Tao, în 979, recuperată la 1000, a devenit capitala themei Iberia.                                                                          |
| Vaasprakania (Βαασπρακανία)                                                             | 1021/2                  |               | Înființată când Seneqerim-Hovhannes, rege al Vaspurakanului, și-a predat domeniul imperiului. Guvernată de doux/katepano de la Van, a dăinuit până ce-a fost acaparată de turcii selgiucizi, după 1071.                                    |

### Themele de mai tîrziu (secolele XII–XIII)
| Themă (denumire grecească)                              | Data               | Comentarii |
| ------------------------------------------------------- | ------------------ | --- |
| Maiandros (Μαιανδρος)                                   | după 1204          | Themă mică a perioadei niceeană, care, până la urmă, a devenit parte a themei Tracesiana, aflată la miazăzi.                                                                             |
| Mylasa și Melanoudion (θέμα Μυλά[σ]σης και Μελανουδίον) | 1143               | Themă mică, înglobând teritoriile Asiei Mici aflate la sud de valea Meandre, formată din fragmente ale themelor Chibyrraiota și Tracesiana. A dăinuit în cadrul Imperiului de la Niceea. |
| Neokastra (θέμα Νεοκάστρων)                             | între 1162 și 1173 | Formată din partea nordică a themei Tracesiana, ca parte a reorganizării lui Manuel Comnenul a hotarului asiatic. A dăinuit în cadrul Imperiului de la Niceea.                           |